# Pedrezuela
Pedrezuela es un municipio y localidad española de la Comunidad de Madrid, al norte de la región, a 42 kilómetros de Madrid. Cuenta con una población de 6467 habitantes (INE 2024).
Dentro del término municipal se ubican las urbanizaciones de Montenebro, en el lado opuesto de la hoz del río Guadalix, y la Atalaya Real, que asoma desde un cerro al embalse de Pedrezuela. 
Destaca en Pedrezuela la iglesia parroquial de San Miguel, de estilo gótico, fechada en el siglo XVI. En sus alrededores todavía se encuentran casitos, construcciones circulares de piedra con techo de adobe y paja, muy semejantes a los castros celtíberos. También destacan sus caminos rurales, la mítica presa del Mesto y el documento de concesión de la carta puebla, que data de 1331. Asimismo destacan sus excelentes restaurantes, donde se puede degustar cabrito asado entre otras especialidades culinarias.
Las fiestas populares se celebran el 29 de septiembre, en honor a San Miguel Arcángel.

## Geografía

### Situación
El municipio de Pedrezuela se ubica al norte de la provincia y Comunidad de Madrid, en el área de transición entre la sierra de Guadarrama y la depresión del Tajo. La zona urbana se distribuye en dos áreas: el centro urbano de Pedrezuela y la urbanización Montenebro. Linda con el municipio de El Vellón por el norte, con San Agustín del Guadalix por el sur, con El Vellón y El Molar por el este, y por el oeste con Guadalix de la Sierra y Colmenar Viejo.
Municipios limítrofes con Pedrezuela
| Noroeste: Guadalix de la Sierra              | Norte: Guadalix de la Sierra, El Vellón | Nordeste: El Vellón       |
| Oeste: Guadalix de la Sierra, Colmenar Viejo |                                         | Este: El Vellón, El Molar |
| Suroeste: Colmenar Viejo                     | Sur: San Agustín del Guadalix           | Sureste: El Molar         |

### Hidrografía

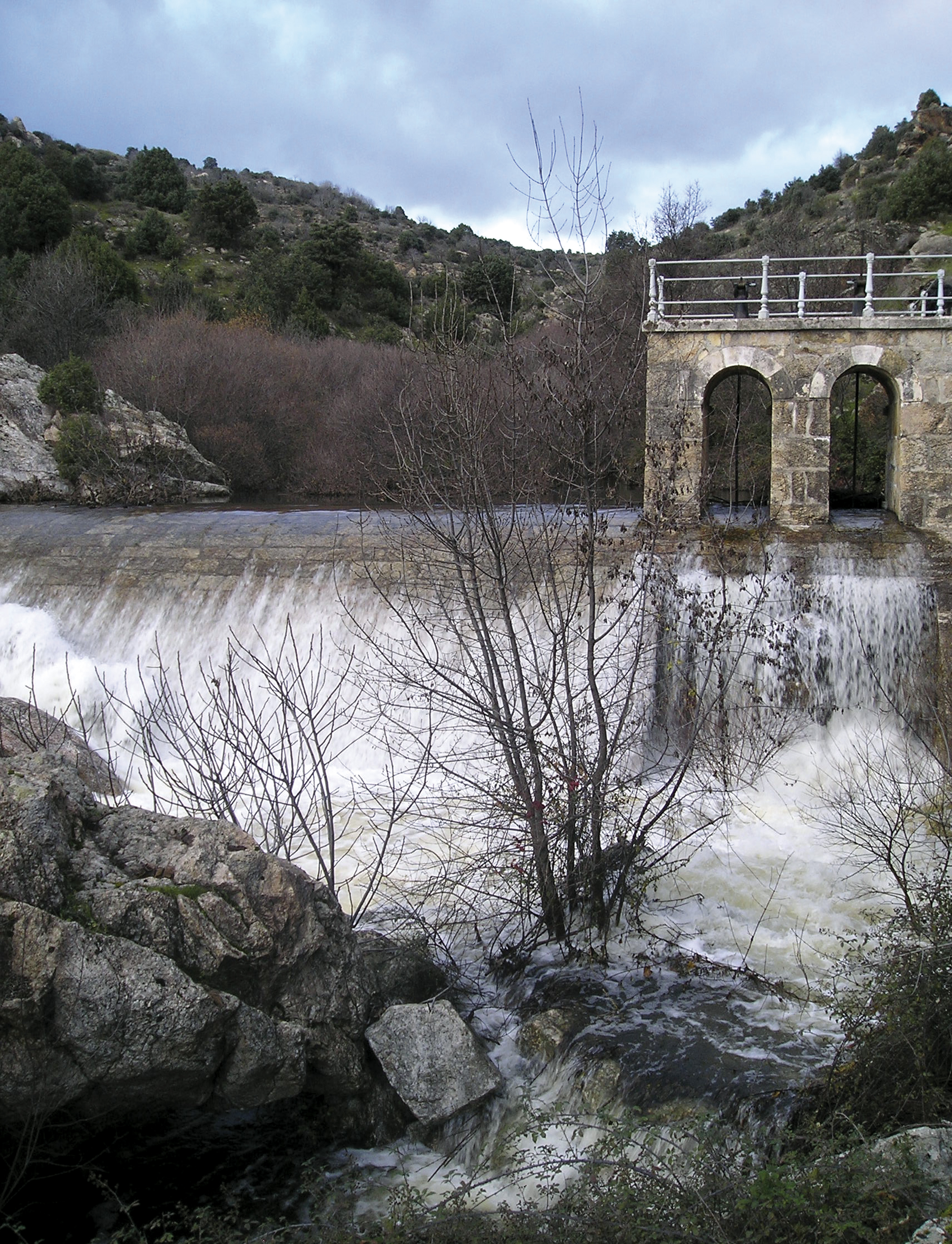
Presa del Mesto
Esta presa fue construida en 1859 por reclusos con el objetivo de abastecer de manera esporádica de agua a Madrid. 
Se ubica entre los barrancos de Valdeoliva y de las Cuevas, sobre una zona rocosa que le servía de base y de donde arranca su pared de sillería caliza con 4 metros de altura y 26 metros de longitud. Por medio de una compuerta de hierro se regulaba la entrada en el canal, que en esa zona transcurre en mina y tiene en su inicio un pequeño depósito cubierto para la sedimentación de las arenas arrastradas por el agua.

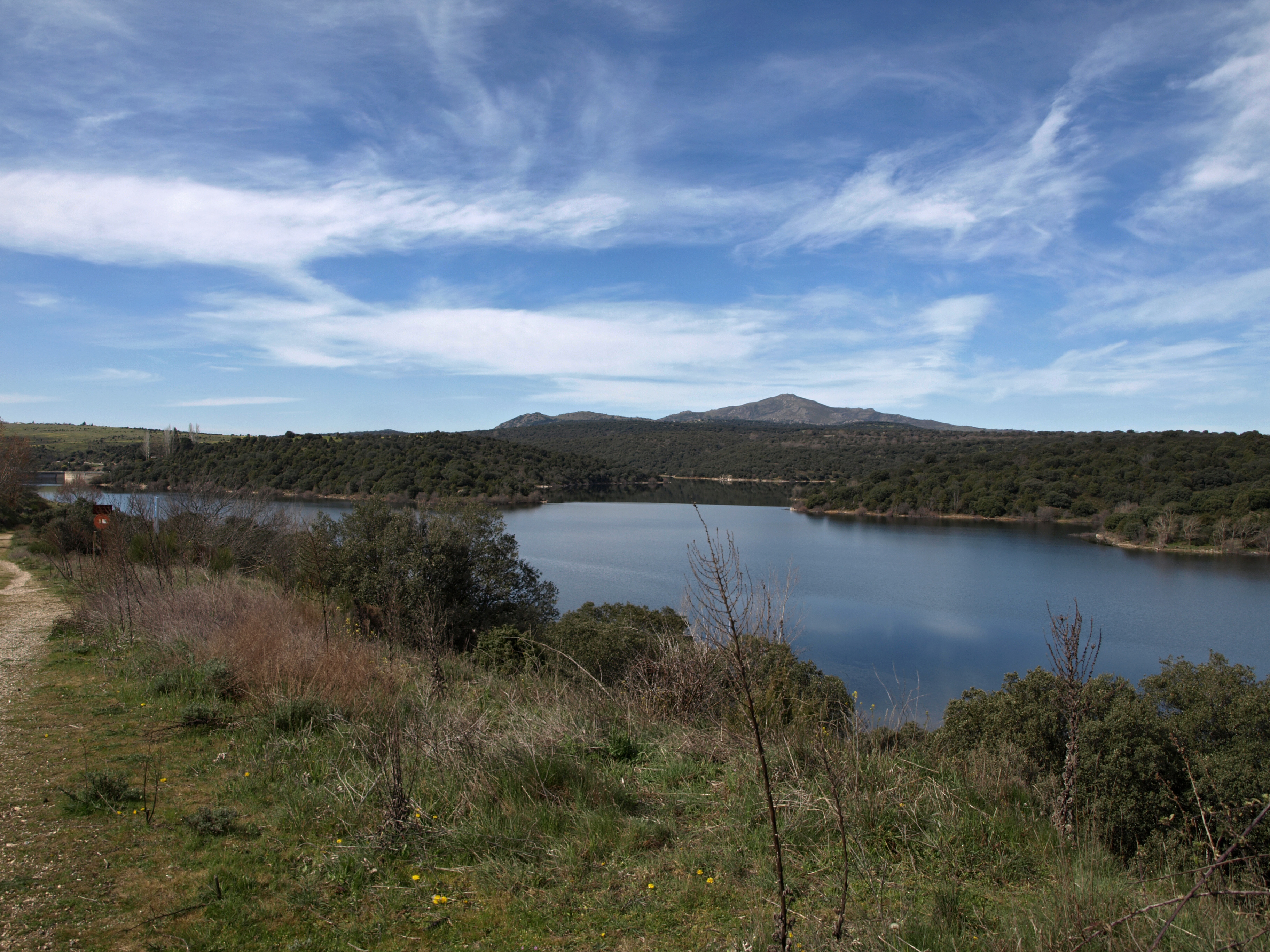
Embalse de Pedrezuela
El embalse fue construido por el Canal de Isabel II para regular las aguas del río Guadalix. La obra finalizó en 1967 y cuenta con una doble curvatura de 218 metros de longitud y 50 metros de altura; su superficie es de 393 hectáreas y tiene una capacidad de agua de 41 hectómetros cúbicos. Las aguas almacenadas en el embalse son conducidas hasta la capital a través de diversos canales.

## Historia

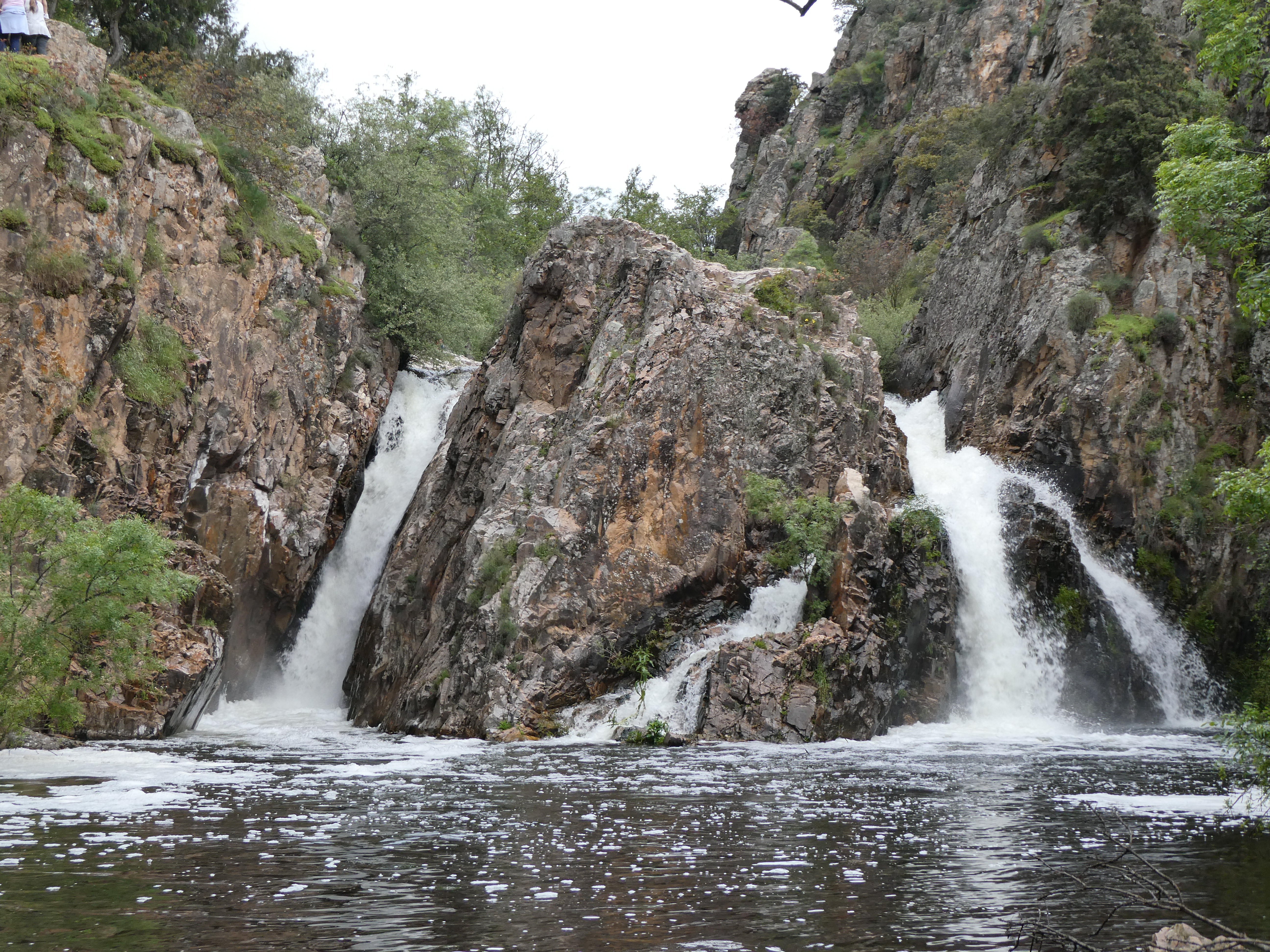
Cascadas del Hervidero, a varios kilómetros de Pedrezuela

Debido a su posición geográfica, Pedrezuela fue una zona de paso que comunicaba las dos Castillas y el centro peninsular con el resto de Europa a través del puerto de Somosierra. Esto ha hecho que por el municipio hayan pasado civilizaciones desde la prehistoria, pasando por los romanos y los visigodos, hasta el mundo árabe. En el término municipal han aparecido evidencias fósiles de población (se cree que nómada) de los períodos neolítico y del bronce. En cuatro arroyos, afluentes del río Guadalix, han aparecido unos cien círculos de unos 50 cm tallados en la piedra, además de utensilios. 
Sin embargo, la verdadera historia de Pedrezuela comienza a finales del siglo XIII. Una vez la Reconquista ha dejado la zona en territorio de Castilla, el concejo de Segovia trata de repoblar la zona. Tras conquistarse Toledo en 1085 y la pacificación entre el Duero y el Sistema Central, las ciudades castellanas experimentaron un fuerte crecimiento económico, especialmente Segovia, que se expandió territorialmente en busca de nuevos pastos y repobló la mayor parte de la actual sierra de Somosierra. Como consecuencia de esta expansión se produjeron enfrentamientos con el concejo de Madrid. Se cree que Pedrezuela se formó en torno a un puente que franqueaba el paso por el río Guadalix en el camino que conducía de Segovia a Toledo, y es también probable que la villa de Pedrezuela se repoblara con emigrantes vascongados de Castilla la Vieja (Burgos y La Rioja parece que aportaron bastantes colonos). 
En 1328 se produce un enfrentamiento entre Alfonso XI y el infante don Juan Manuel, primo hermano del rey y uno de los nobles más influyentes del momento. Las tropas del infante arrasan campos castellanos para debilitar a la corona, entre ellos Pedrezuela, donde queman la cosecha y destruyen el asentamiento, dejando a Pedrezuela sin nada. Los supervivientes acuden al Concejo de Segovia solicitando amparo y un privilegio oficial para poder repoblar la comarca. Debido a esto, el 3 de diciembre de 1331 la Comunidad de Villa y Tierra de Segovia concedió a Pedrezuela el privilegio de repoblación y se comprometió con él a defenderla con el ejército del concejo, por entonces uno de los más poderosos de Castilla. Este privilegio de repoblación se conoce como carta puebla, documento que concedía una serie de ventajas a los pobladores con el fin de beneficiar la repoblación de los territorios durante la Reconquista. 
Pedrezuela conserva su carta puebla y constituye la joya del archivo histórico del municipio, ya que es el único manuscrito original de repoblación que se conserva en la Comunidad de Madrid. 
Desde la carta puebla hasta la actualidad
Aunque los inicios de Pedrezuela como villa no fueron sencillos, las ventajas otorgadas por la carta puebla allanaron el camino a una nueva repoblación. En 1366 pasa a manos de la casa de Mendoza, antecesores de los condes del Real de Manzanares, marqueses de Santillana y duques del Infantado. En 1461, Pedro González de Mendoza, obispo de Calahorra, la intercambia por otras posesiones a Diego Arias Dávila, contador mayor de Enrique IV de Castilla. Su nieto Juan Arias de Ávila fue el primero de los condes de Puñoenrostro, en cuyo señorío permanece la villa de Pedrezuela hasta la abolición en el siglo XIX de los privilegios señoriales. 
Pedrezuela permanece agrícola y ganadera hasta que en la década de 1960 la construcción del embalse de Pedrezuela, que entra en servicio en 1968, potencia la emigración a la capital y, más adelante, el turismo de fin de semana.

## Demografía
Cuenta con una población de 6467 habitantes (INE 2024).
| Gráfica de evolución demográfica de Pedrezuela entre 1842 y 2021                                                      |
| |
| Población de derecho según los censos de población del INE. Población de hecho según los censos de población del INE. |

## Símbolos
El escudo heráldico y la bandera que representan al municipio fueron aprobados oficialmente el 23 de noviembre de 1990. El escudo se blasona de la siguiente manera:

«De azur con un monte de sinople puesto sobre ondas de plata y azur surmontado de un pergamino de oro extendido con la fecha 1331 —en representación de la carta puebla— y en el monte un casito de pastor de oro. Al timbre corona real cerrada.»
Boletín Oficial del Estado nº 4 de 4 de enero de 1991

La descripción textual de la bandera es la siguiente:

«Bandera de proporción 2:3, rojo carmesí con el escudo municipal en el centro de sus colores.»
Boletín Oficial del Estado nº 4 de 4 de enero de 1991

## Servicios

### Educación
En Pedrezuela hay dos guarderías públicas:
- Casa de niños Los sueños
- Escuela infantil El pocito

Colegios públicos:
- CEIP San Miguel
- CEIP Santa Ana

Instituto de E.S.O y Bachillerato: 
- IES Cortes de Cádiz

Y otras escuelas:
- CEPA Atalayas, enseñanza gratuita para adultos
- Escuela de hostelería

### Transporte
Situado en la corona tarifaria C1 del Consorcio Regional de Transportes de Madrid, el municipio cuenta con 5 líneas de autobús interurbano con cabecera en Madrid en el intercambiador de Plaza de Castilla y un autobús urbano con servicio a las urbanizaciones periféricas. Dentro del casco urbano cuenta con 6 paradas (3 de ida y 3 de vuelta), y fuera del mismo tiene 2 en el cruce sobre la A-1 junto al desvío de El Vellón y 2 junto a la finca de El Campillo en la carretera M-122 (una de ida y otra de vuelta). En la urbanización Atalaya Real cuenta con 5 paradas y en la urbanización Montenebro con 7 realizadas exclusivamente por el autobús urbano del municipio (de manera circular).
- 191: Madrid (Plaza de Castilla) - Buitrago del Lozoya
- 193: Madrid (Plaza de Castilla) - Pedrezuela - El Vellón
- 194: Madrid (Plaza de Castilla) - Rascafría
- 196: Madrid (Plaza de Castilla) - La Acebeda
- N104: Madrid (Plaza de Castilla) - El Molar
- 1: Línea 1: Pedrezuela - Urbanizaciones

No todas las expediciones de todas las líneas prestan servicio al municipio, ni todos los días de la semana. Se recomienda consultar horarios de las respectivas líneas.

## Cultura

### Patrimonio
Iglesia parroquial de San Miguel Arcángel

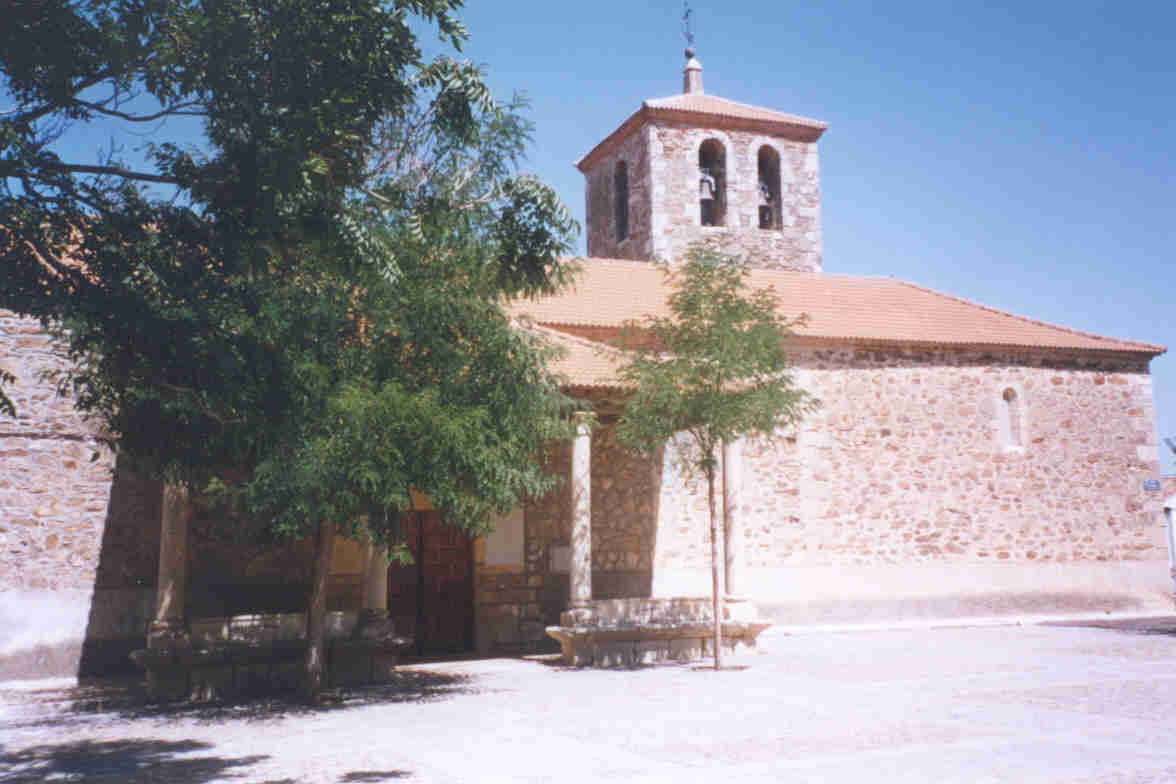
Iglesia de San Miguel Arcángel

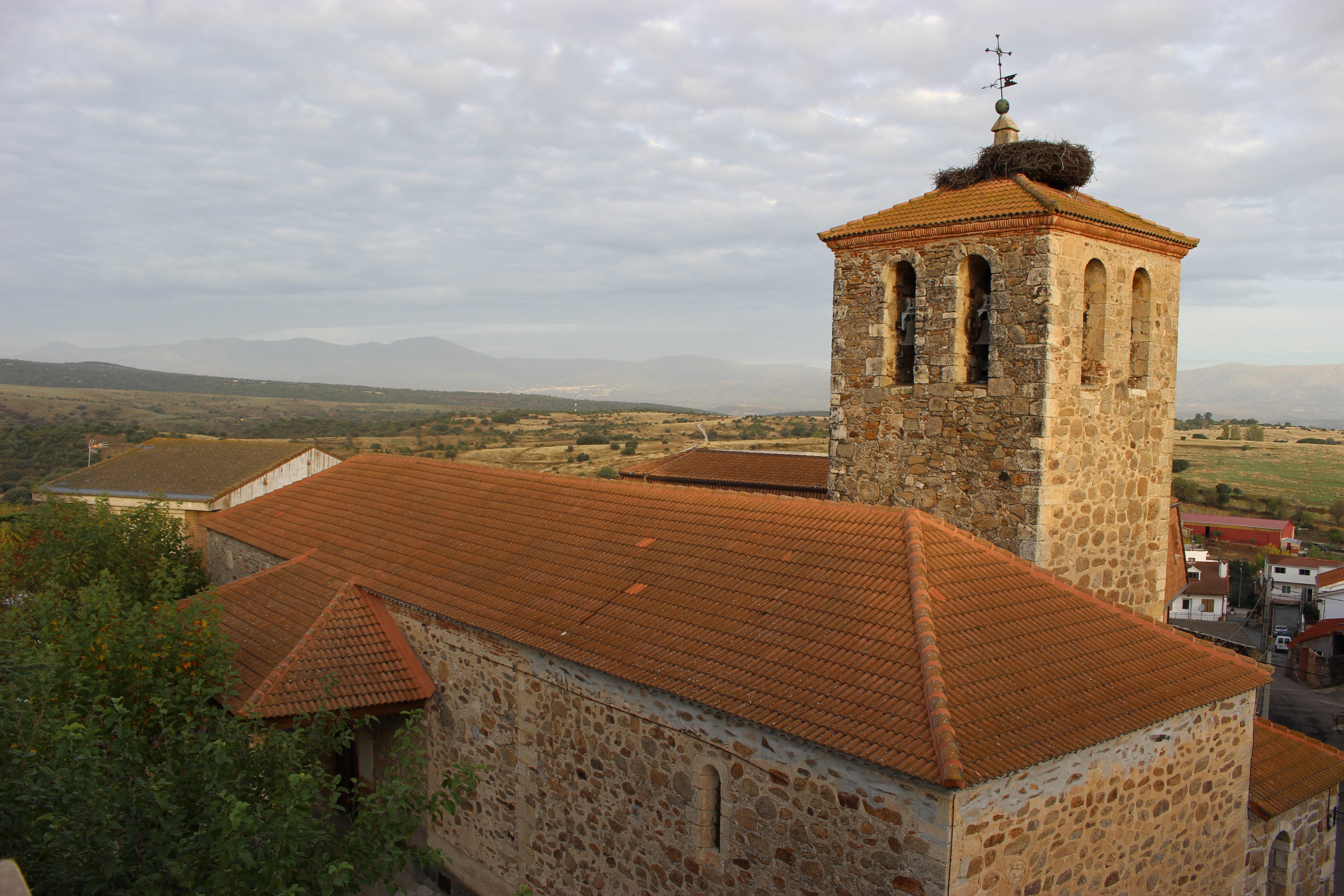
Iglesia de San Miguel Arcángel

La iglesia, que se levantó en el siglo XVI, está construida en mampostería de piedra reforzada por sillares en las esquinas.
La portada presenta un arco de medio punto con siete dovelas de piedra caliza de gran tamaño, y el pórtico consiste tan sólo en un tejadillo sujeto por cuatro columnas de piedra de estilo toscano, que descansan a su vez sobre un banco corrido también de piedra.
La parte más antigua del conjunto es la torre de planta cuadrada y aspecto macizo que muestra su estilo románico segoviano. El acceso a la parte superior se realiza mediante una escalera de caracol construida en piedra que conduce hasta el campanario.
En el interior de la iglesia se encuentra una talla de San Miguel con cota de malla.
Plaza de la Villa
En su solar se levantó en los años 1940 el actual edificio de las escuelas. Siempre fue la principal plaza del pueblo y a ella daban la fragua y la posada, y disponía de un pozo de villa, que todavía existe. En 1770 aparece documentada como plaza de la Picota, y, efectivamente, en ella estuvo instalada hasta finales del siglo XIX la picota, o rollo jurisdiccional, hoy desaparecida.
Plaza de la Constitución
De las tres plazas actuales, la última en configurarse fue la plaza de la Constitución o popularmente del Ayuntamiento. Hacia 1560 este espacio quedó cerrado y delimitado tras edificarse la casa consistorial. La plaza en sí estaba cerrada con pared de piedra y tenía dos pequeños portillos para su acceso, sirviendo de corral del concejo donde recoger y custodiar las reses. Por su condición de plaza cerrada, desde antiguo se usó como lugar de festejos taurinos y así se mantuvo hasta mediados del siglo XX.
Casitos

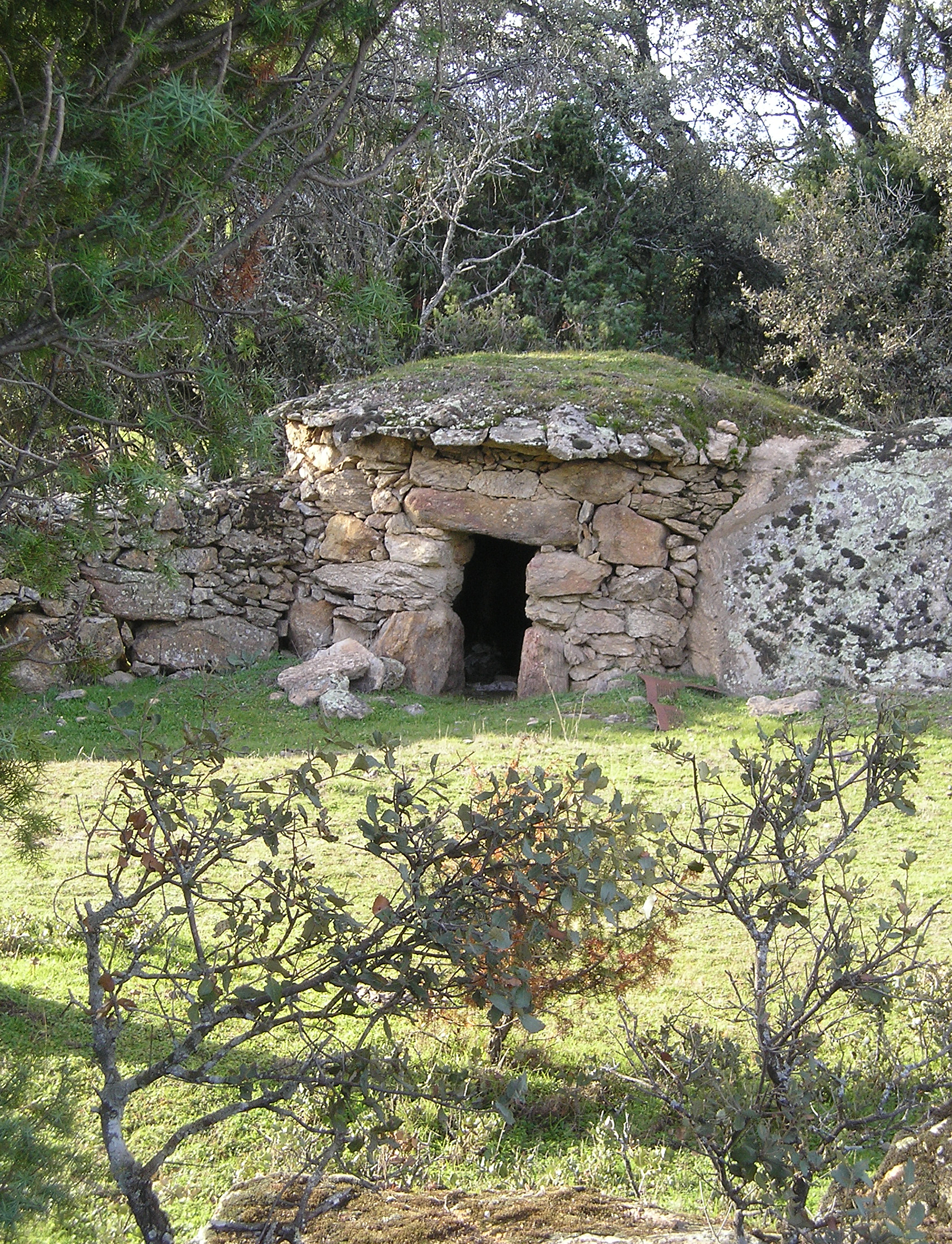
Casito

Los casitos son pequeñas construcciones cilíndricas ejecutadas con piedras tal como se recogen sobre el terreno y en las que el material de unión consiste también en piedras de menor tamaño que funcionan como cuñas. El único hueco que presenta es la abertura de acceso, rematada por un dintel de una sola pieza y enmarcada por dos jambas o por varias piedras.
Estas construcciones eran utilizadas por los pastores para resguardarse de las inclemencias del tiempo y para dormir, además de protegerse de los animales.
Los orígenes parecen fijarse en el Megalítico, con los comienzos del pastoreo. En Pedrezuela se tiene constancia de su presencia desde el siglo XVI. En la actualidad existen varios que se encuentran por todo el término municipal.

### Fiestas y tradiciones
La Vaquilla o Fiesta de los Quintos
La Vaquilla, también denominada Fiesta de los Quintos, que tiene lugar el 20 de enero, es una celebración ancestral que se comenzó como un ritual de iniciación masculina en el que los jóvenes debían superar dos pruebas: por un lado, ahuyentar a los malos espíritus que habían llegado la noche de todos los Santos, recorriendo el pueblo con grandes cencerros atados a la espalda. Y por otro lado, el sacrificio de un toro, tótem mediterráneo que con su sangre debe fertilizar la tierra y asegurar que en el mes de mayo se diera una abundante cosecha.
El toro o “vaquilla” que va a ser sacrificado se realiza con un armazón de madera, que se reviste con almohadones, cojines, mantones de Manila, sábanas y lazos de vivos colores. Se remata con dos astas y una testuz de terciopelo negro que con espejos y collares conforman la cabeza del animal.
A la vaquilla la acompañan dos vaqueros vestidos con traje campero cordobés, muchachos ataviados con ropas estridentes y grandes cencerros atados a la cintura, que van avisando con el ruido de la llegada de la vaquilla. Ese día, por la tarde, todos ellos recorren el pueblo y finalmente, la estrepitosa comitiva llega a la plaza del pueblo, y dos tiros de escopeta al aire anuncian la muerta ficticia del animal.
La fiesta finaliza con el tradicional reparto del pan de anís entre todos los vecinos y un baile.
Los Mayos
Se trata de una antigua tradición vinculada a la fertilización y al origen del verano, además del culto al árbol. Su importancia radica en que el 1 de mayo era el día en el que oficialmente comenzaba el verano tradicional, no el astronómico.
La noche del 30 de abril al 1 de mayo, los mozos (mayos) cantaban “los mayos” en la puerta de la iglesia para emparejarse con las mozas (mayas). Al día siguiente había un baile en la plaza con los mozos emparejados. Terminada esta ceremonia, se buscaba un árbol en el campo y se levantaba en la plaza del pueblo, que se decoraba con coronas de peonías y diferentes flores o ramas.
También era habitual engalanar el pórtico de la iglesia y algunas calles del pueblo con grandes arcos de flores y ramas.
Feria Medieval
Durante el último fin de semana de junio el pueblo recobra el ambiente de la Edad Media con mercado medieval, gastronomía, espectáculos y actuaciones.
Fiestas patronales

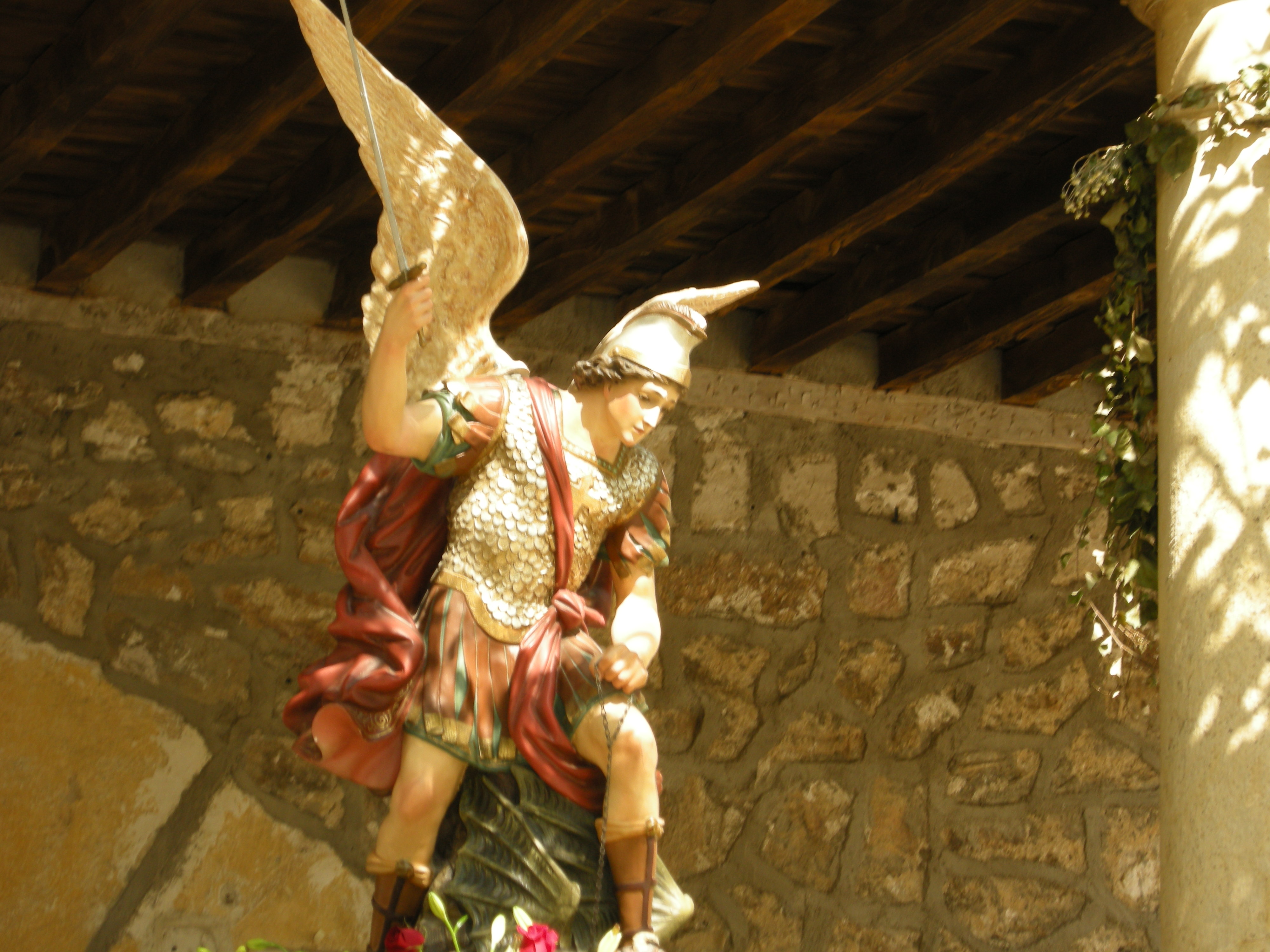
Estatua de San Miguel Arcángel en las fiestas patronales

Pedrezuela celebra sus fiestas patronales en honor de San Miguel Arcángel y del Santísimo Cristo de la Misericordia. Los días 29 y 30 de septiembre son los oficiales de fiesta local de Pedrezuela.
San Miguel Arcángel es el santo más antiguamente documentado en Pedrezuela (1562). Aunque anteriormente el patrón de la villa era San Roque, su festividad caía en agosto, en plena actividad agrícola, y por tanto, era incompatible su celebración. Eso hizo que decayese a favor del patrón de la iglesia.
La festividad del Cristo de la Misericordia parece ser de finales del siglo XIX y comienzos del XX, probablemente ligada a la adquisición de su imagen para la iglesia del municipio.
Festividad de la Carta Puebla

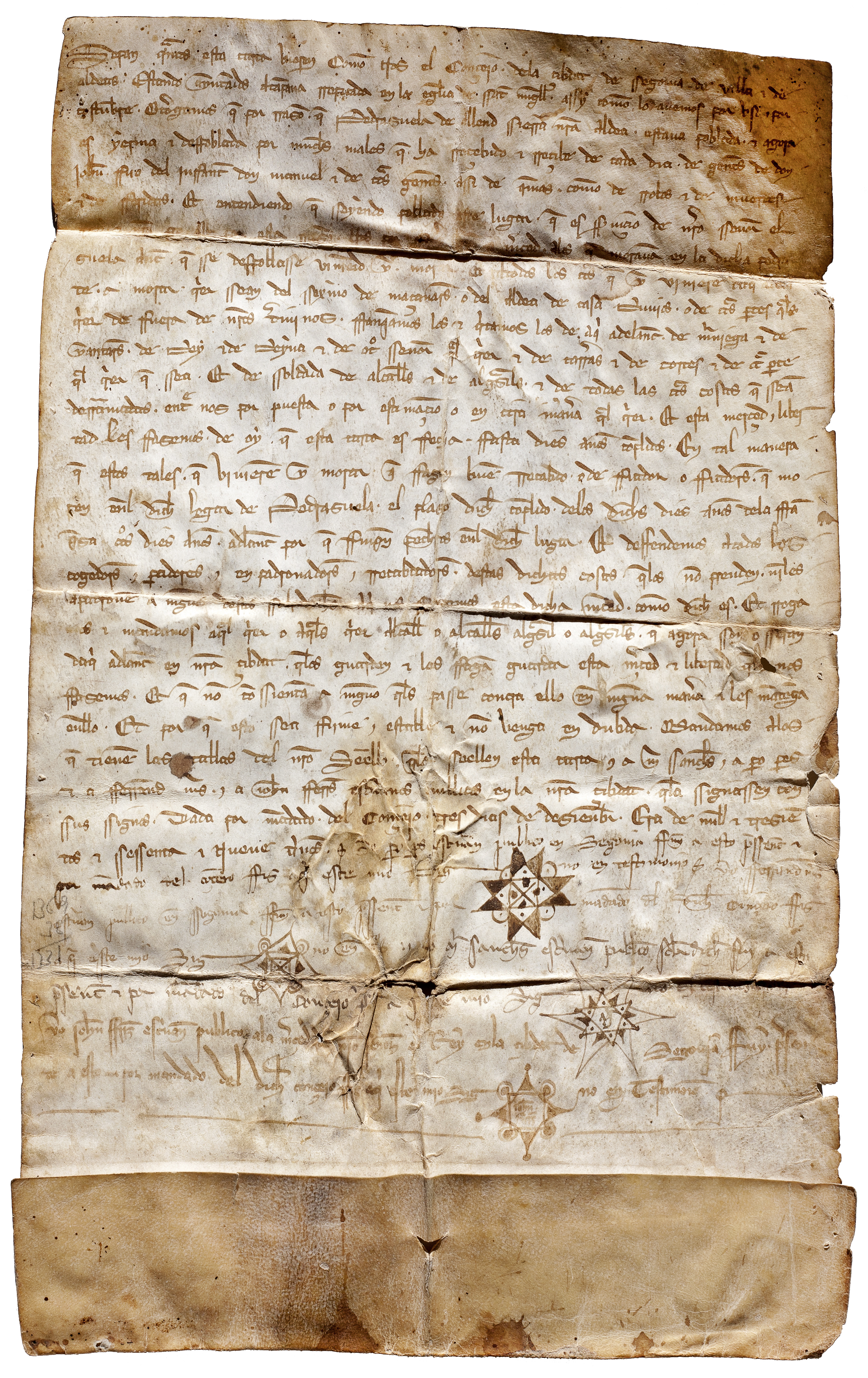
Carta Puebla de 1331

El 3 de diciembre se conmemora la fecha del Privilegio de Repoblación que en 1331 supone el punto de partida de la historia de este pueblo.
Se festeja con una exposición de contenido tradicional y con una representación teatral realizada por los vecinos y vecinas del municipio en la iglesia de San Miguel.
El 3 de diciembre de 1331 fue una fecha clave para Pedrezuela, porque el Concejo de la Comunidad de Villa y Tierra de la ciudad de Segovia se reunió en la iglesia de San Miguel de esa ciudad para otorgar un privilegio de repoblación a su aldea de Pedrezuela, privilegio que es conocido como “La Carta Puebla de Pedrezuela”. Las cartas pueblas eran unos documentos que otorgaban una serie de condiciones ventajosas a los pobladores, con el fin de facilitar y promover la repoblación. En el caso de Pedrezuela se les dispensaba del pago de cualquier impuesto a todos los que fuesen a repoblarla durante los diez primeros años. Pedrezuela quedó así asentada en los alrededores del único puente que cruzaba el torrencial río Guadalix.
El documento original de la Carta Puebla de 1331 se conserva en los archivos municipales.